# Albina e Giuseppina Coroneo
Albina Coroneo (Cagliari, 1898 – Cagliari, 1994) e  
Giuseppina Coroneo (Cagliari, 1896 – Cagliari, 1978) sono state due sorelle sarde, creatrici di piccole illustrazioni e collage in panno.
Artiste schive e poco inclini alla ribalta, nonostante alcuni riconoscimenti nazionali, preferirono restare in generale nell'ombra della loro terra d'origine. Solo in anni recenti se ne è ricoperto l'operato, fatto di un delicato lirismo capace di esaltare in chiave moderna la tradizione folcroristica sarda.

## Biografia
Giuseppina si diplomò all'Istituto Tecnico e Albina alle Scuole Magistrali di Cagliari, ma nonostante queste scuole si può dire che le due non ricevettero mai una vera e propria formazione artistica, a parte quell'esperienza diretta nel negozio del padre, che riparava anche bambole. La loro cultura figurativa si formò attraverso le riviste illustrate per signora e per bambini, alle quali spedirono spesso, come lettrici, contributi che vennero pubblicati e che diedero loro modo di iniziare ad essere conosciute. Una vera e propria notorietà si ebbe però solo quando esposero, nel corso degli anni Quaranta, i loro lavori alla Triennale di Milano, ricevendo apprezzamenti, tra gli altri, da Gio Ponti. In quegli anni era vivo l'interesse verso l'arte popolare d'avanguardia, che in Sardegna poteva vantare nomi come Eugenio Tavolara, Tarquinio Sini, Giuseppe Biasi, Melkiorre Melis e, tra le donne, Olimpia Melis e le sorelle Edina, Iride e Lavinia Altara.
Nonostante ciò, per una certa ritrosia delle stesse Coroneo, la loro produzione restò un fenomeno circoscritto, che aveva luogo per lo più nel retrobottega del loro negozio di antiquariato a Cagliari. Solo in anni recenti sono state oggetto di una riscoperta e rivalutazione, culminata con una serie di pubblicazioni e mostre degli anni Duemila. Sono state tra gli artisti scelti da Vittorio Sgarbi per rappresentare la Sardegna nella mostra "Il tesoro d'Italia" a Expo Milano 2015.